# 오이소역
오이소역(일본어: 大磯駅, おおいそえき)은 일본 가나가와현 나카군 오이소정에 있는 철도역이다. 동일본 여객철도가 관할하는 도카이도 선이 지난다.

## 역 구조
섬식 승강장 1면 2선 형태의 지상역이다. 지상역사를 가지고 있다.

### 승강장
| 1 | ■ 도카이도 선                              | 고즈 · 오다와라 · 아타미 방면   |
| 2 | ■ 도카이도 선                              | 요코하마 · 시나가와 · 도쿄 방면 |
| 2 | ■ 쇼난 신주쿠 라인 (다카사키 선 직결/북행) | 시부야 · 신주쿠 · 오미야 방면   |

## 승차량 변동
| 연도   | 1일 평균 승차 인원 |
| ------ | ------------------ |
| 1998년 | 7,402              |
| 1999년 | 7,291              |
| 2000년 | 7,211              |
| 2001년 | 7,255              |
| 2002년 | 7,209              |
| 2003년 | 7,184              |
| 2004년 | 7,185              |
| 2005년 | 7,282              |
| 2006년 | 7,303              |
| 2007년 | 7,441              |
| 2008년 | 7,579              |
| 2009년 | 7,546              |

## 역사
- 1887년 7월 11일 - 국철 도카이도 본선 구 요코하마 역 ~ 고즈역 구간 개통에 따라 개업.
- 1987년 4월 1일 - 민영화에 따라 동일본 여객철도의 소속이 되었다.
- 2001년 11월 18일 - 스이카의 사용이 개시되었다.

## 인접 역
| 동일본 여객철도 도카이도 본선           | 동일본 여객철도 도카이도 본선            | 동일본 여객철도 도카이도 본선 |
| --------------------------------------- | ---------------------------------------- | ----------------------------- |
| JT 11 히라쓰카 구로이소 · 다카사키 방면 | 도카이도 선 보통 · 쇼난 신주쿠 라인 쾌속 | JT 13 니노미야 아타미 방면    |